# 社会革新党
社会革新党（しゃかいかくしんとう）は、第二次世界大戦後に結成された日本の社会主義政党の一つ。略称は社革党。

## 概要
日本社会党には結党直後から党内で思想対立があったが、殊に片山哲内閣時の平野力三農林大臣の公職追放をめぐって平野と西尾末広官房長官とで閣内対立が激しかった。結局、平野は1947年（昭和22年）11月4日に農相を罷免・公職追放となり、平野側近の佐竹晴記ら全国農民組合系の議員16人が離党・社会革新党を結党した。書記長は佐竹。
片山哲内閣とそれに続く芦田均内閣で野党の立場を取り、芦田内閣瓦解後の首班指名選挙では吉田茂に投票。佐竹の入閣も取りざたされたが実現せず、1949年（昭和24年）の総選挙では12議席減の5議席と、大苦戦だった。
その後、1951年（昭和26年）に解党して社会民主党に変わった。さらに翌年の1952年（昭和27年）に農民協同党と合併して協同党を結成した。協同党はこの年の総選挙に28人を立候補させて臨んだものの、当選者が2人だったため、特別国会召集時の1952年（昭和27年）10月13日に解党して、社会党右派に合流した。
このようにして社会革新党のメンバーの多くは日本社会党に復帰したが、後に自由民主党から内閣総理大臣になった鈴木善幸のように、保守系の民主自由党に移籍した者もいた。